# Hötorgscity

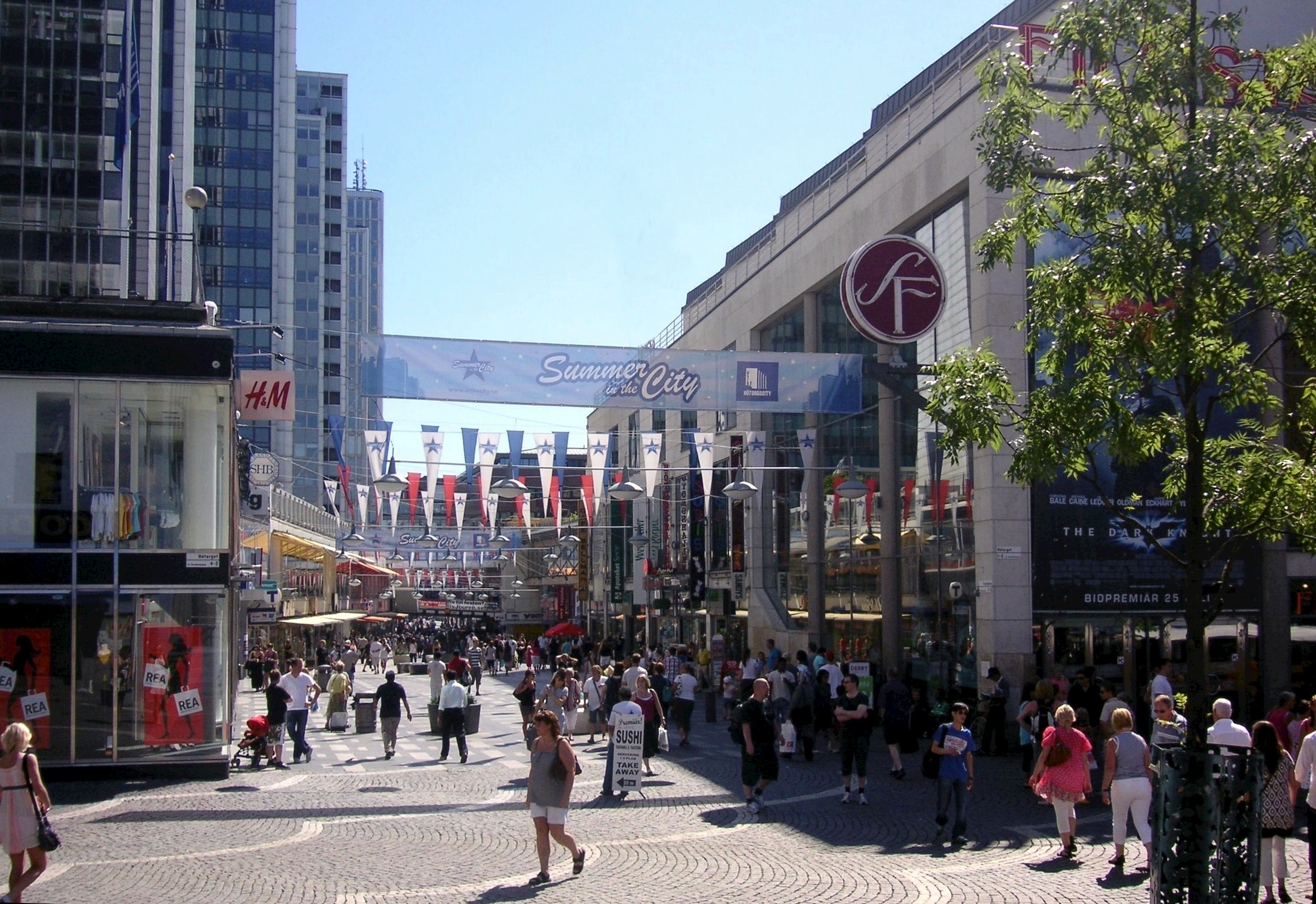
Hötorgscity sommaren 2008

Hötorgscity eller Sergelcity är ett affärs- och kontorshuscentrum i kvarteret Beridarebanan i stadsdelen Norrmalm i Stockholms innerstad som begränsas av Hötorget i norr, Sveavägen i öst, Sergels torg i söder och Slöjdgatan i väst. Området, som domineras av de fem Hötorgsskraporna, bebyggdes mellan 1953 och 1966. Invigning av den första etappen skedde den 12 april 1959. Den underjordiska saluhallen, Hötorgshallen, hade dock öppnat redan i augusti 1958.

## Bakgrund
Arkitekt Sven Markelius, som var chef för utredningsavdelningen vid Byggnadsstyrelsen mellan 1938 och 1944 och sedermera stadsplanedirektör i Stockholm under åren 1944–1954, planlade omdaningen av Nedre Norrmalm. Många arkitekter engagerades i frågan, bland andra David Helldén, Paul Hedqvist och Tage William-Olsson. Deras och stadsplanekontorets förslag presenterades i facktidskriften Byggmästaren år 1943. Länge diskuterades utformningen av Hötorgscity och cityhöghusen. Det fanns förslag med både två och tre byggnadsvolymer utan markanta höghus och även idéer med fyra. Paul Hedqvist hade ett förslag med sex stjärnhöghus. Till slut fastnade man för förslaget med en lägre bebyggelse mot Slöjdgatan, som skulle innehålla butiker, teater, biograf och saluhall (Hötorgshallen) och en högre del med fem höghus omgivna av lägre byggnader med butiker. Den nya generalplanen för Storstockholm antogs 1952.

## Historiska bilder

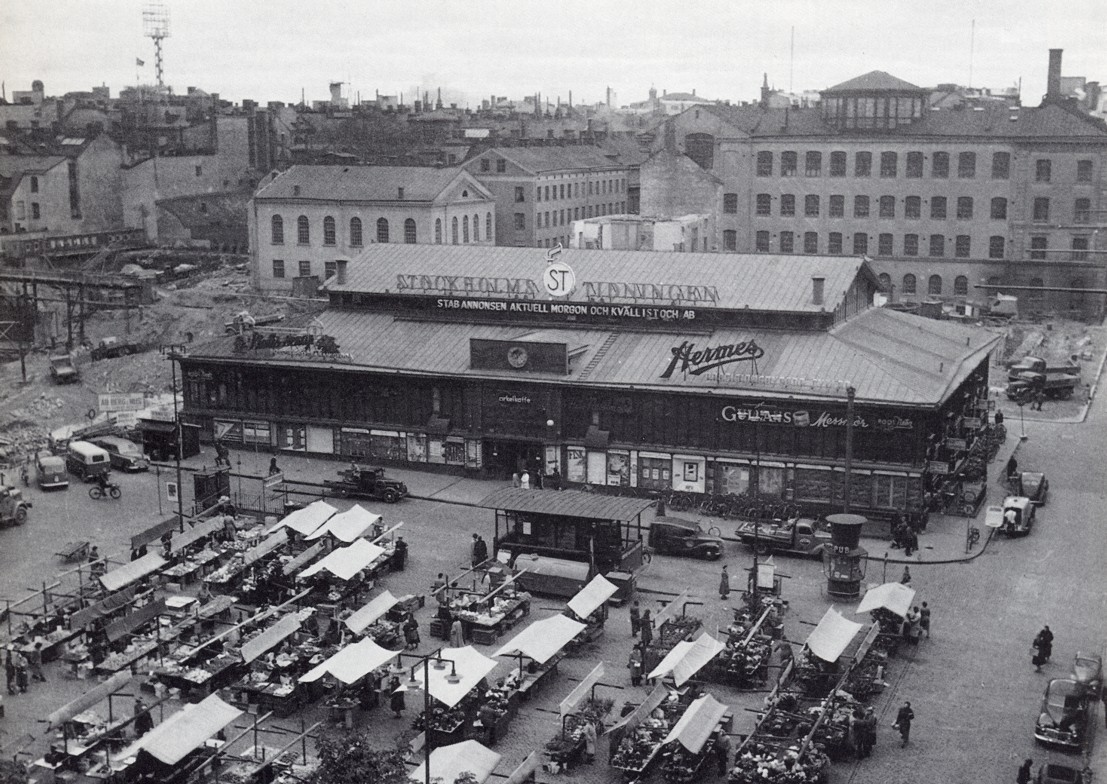
Byggstart 1953, gamla Hötorgshallen är ännu kvar, 1953
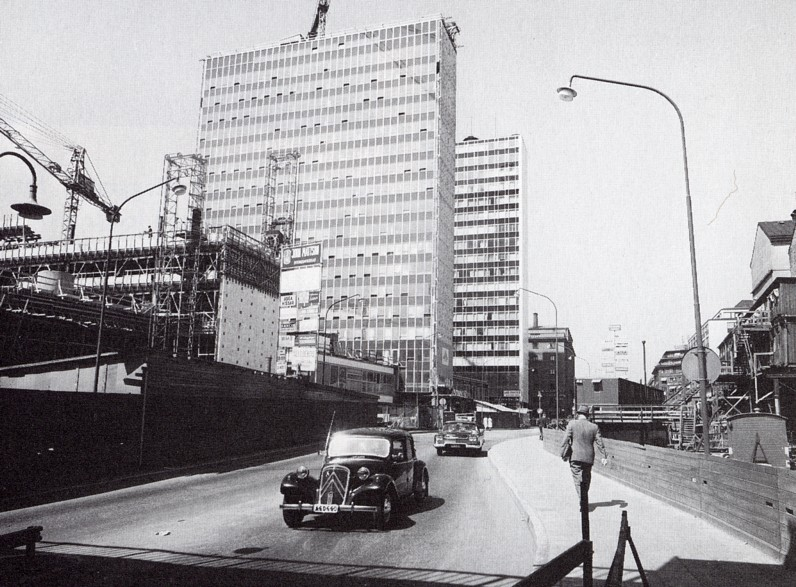
Tredje höghuset påbörjas, vy från Sveavägen,  1959
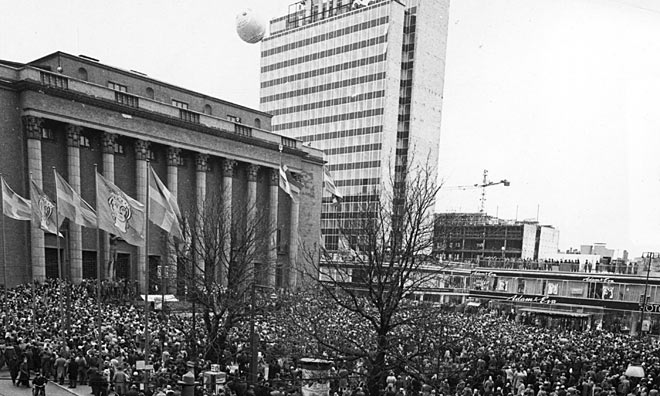
Hötorgscity invigs 12 april 1959
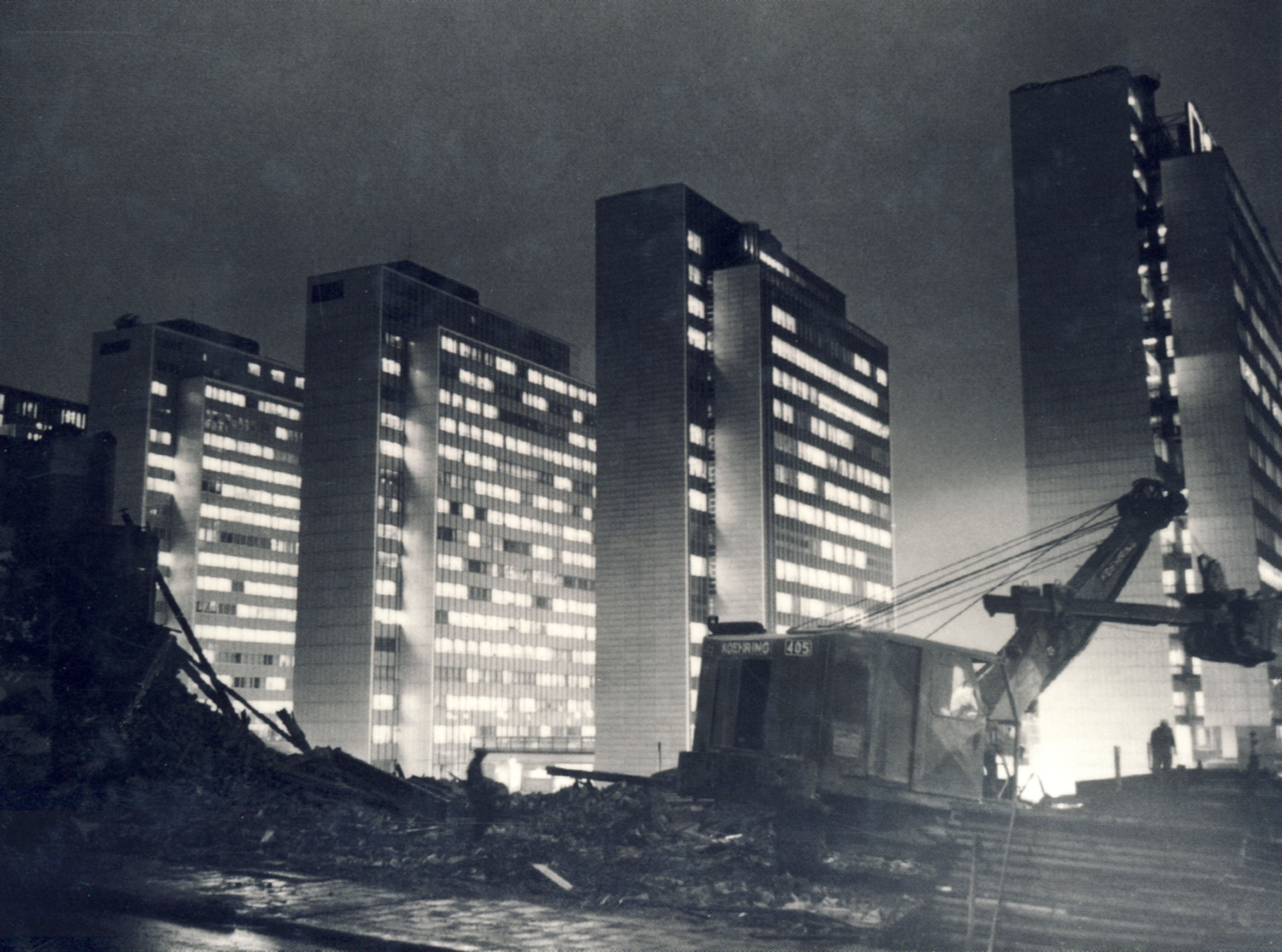
Hötorgsskraporna växer fram, 1962

## Genomförandet

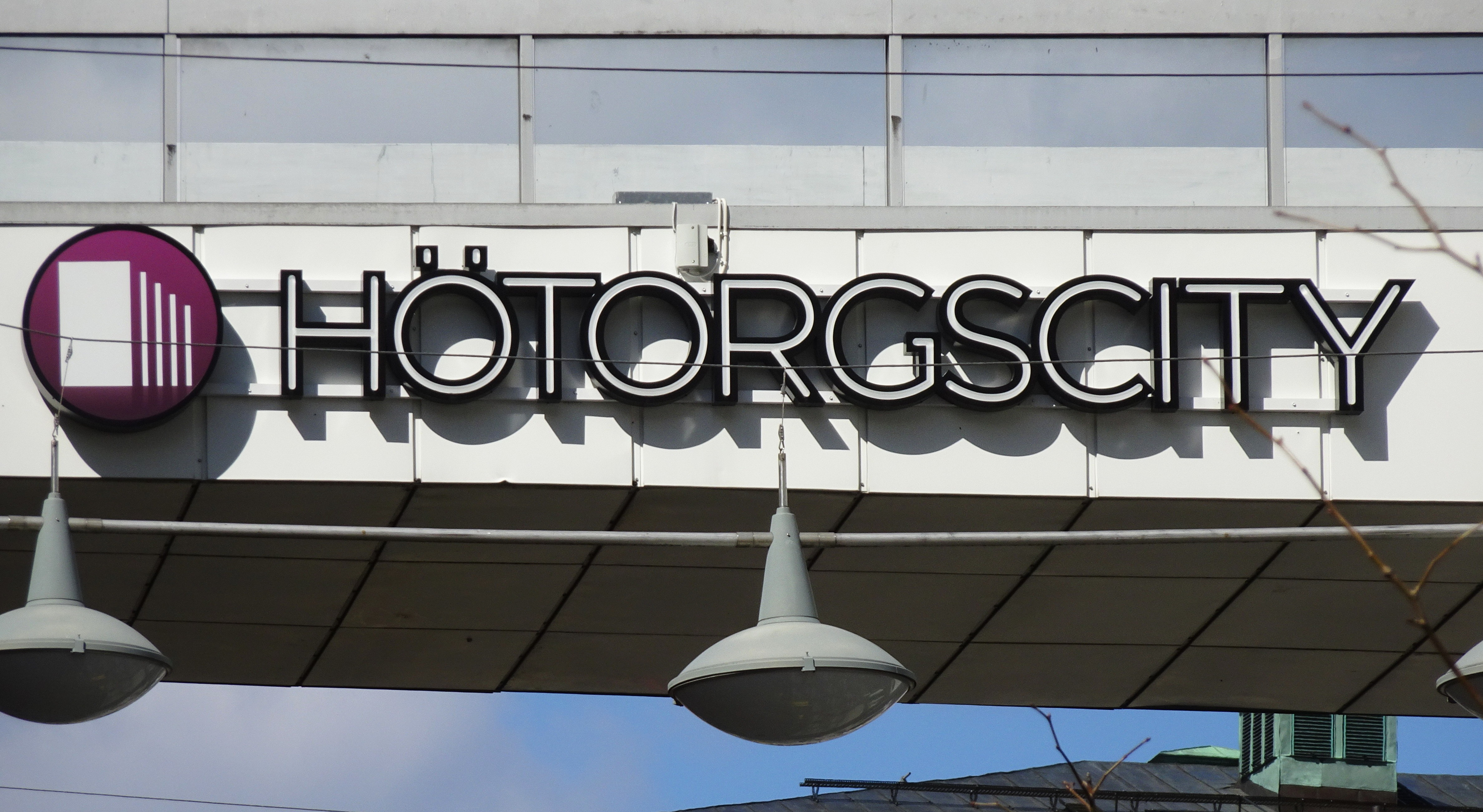
"Hötorgscity".

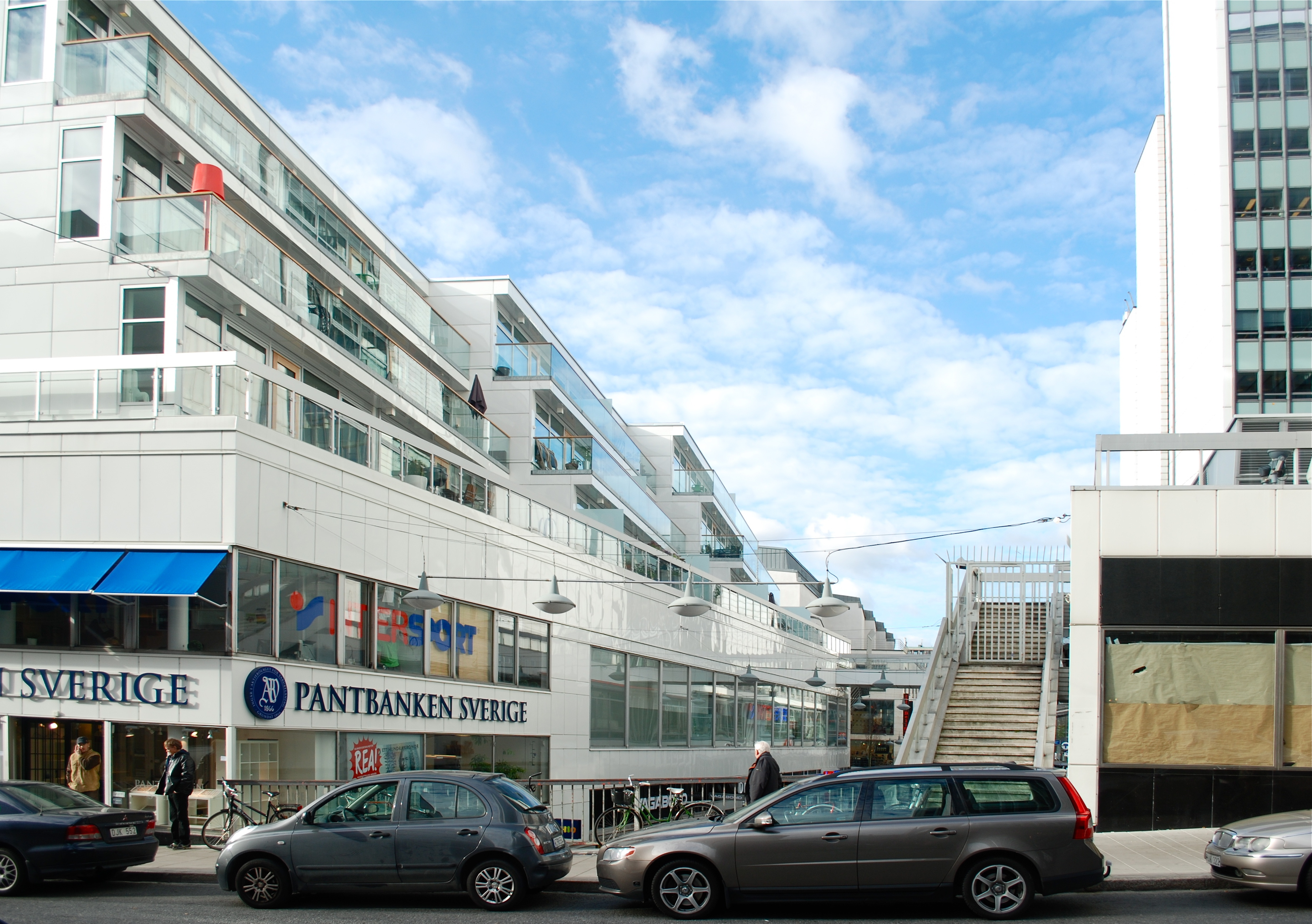
Vertikal förtätning, 2010.

För att möjliggöra nya tunnelbanans och Klaratunnelns framdragande, och på grund av dåliga markförhållanden, revs samtliga hus i kvarteren mellan Stockholms centralstation och Hötorget, även gamla Hötorgshallen. Den första byggnadsetappen som startades år 1953 var höghuset nr. 1 (närmast Konserthuset) av arkitekt David Helldén, sedan följde i rask takt höghusen nr. 2–5. Sergelgatan som löper rakt genom Hötorgscity i nord–sydlig riktning sänktes med cirka 4,5 meter och går nu under Mäster Samuelsgatan fram till Sergels Torg.
Även Hötorgscitys del mellan Sergelgatan och Slöjdgatan ritades av David Helldén och innehåller bland annat nya Hötorgshallen, nu under marknivå, samt Sergelteatern som blev klar i april 1959. Hötorgscity i sin helhet blev färdigt år 1966. Ett system av gångbroar och planterade terrasser skulle leda till att butiker etablerade sig på olika nivåer. Denna idé fungerade dock inte och på 1970-talet stängdes terrasserna på grund av vandalisering.
I mitten av 1990-talet byggdes Hötorgscitys del mot Hötorget om. Arkitektkontor var FFNS. Fasaden blev uppglasad, och bildar nu på kvällen en upplyst front mot torget, så som Sven Markelius hade tänkt sig utseendet från början när han planerade att förlägga Stadsteatern hit. Huset innehåller biografen Filmstaden Sergel (SF) och Hötorgshallen.
I ramen för en "vertikal förtätning" har det under 2000-talet gjorts tillbyggnader för bostäder på taken av de låga affärshusen i Hötorgscity.

## Referenser

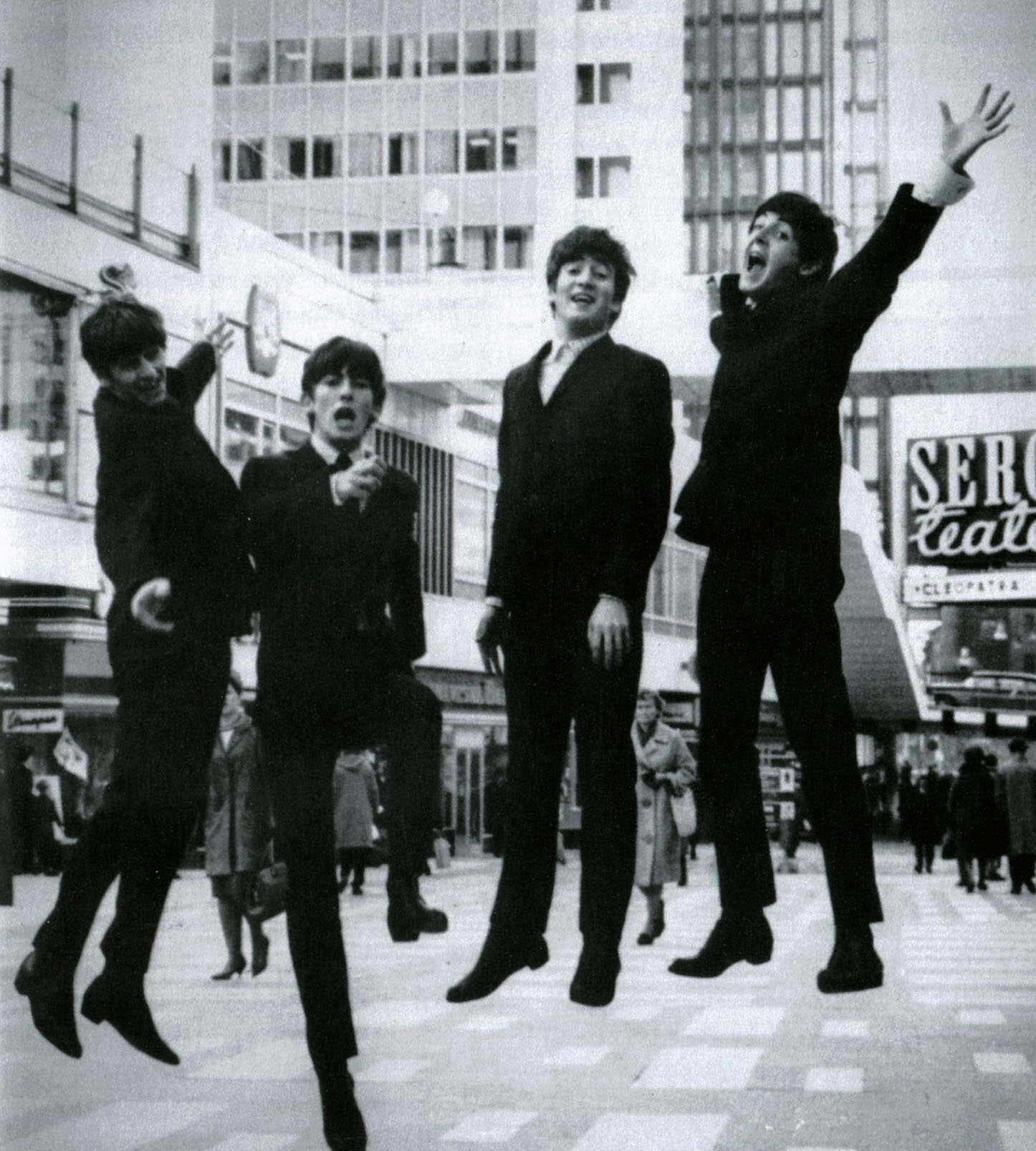
The Beatles i Hötorgscity, oktober 1963.